# Auto Mobil
Auto Mobil (auch als Auto Mobil – das VOX-Automagazin) ist ein Automagazin bei VOX und die Nachfolgesendung von auto motor und sport tv. Es wird wöchentlich am Sonntag um 17 Uhr ausgestrahlt und von Alexander Bloch und Andreas Jancke moderiert.

## Geschichte
auto mobil ersetzt auto motor und sport tv, nachdem VOX die Zusammenarbeit mit der Zeitschrift auto motor und sport aufgrund von Differenzen bezüglich der inhaltlichen Ausrichtung der Sendung sowie der langfristigen Verwertungsrechte beendet hat. Moderator der Sendung war anfangs Peter Stützer, der bereits seit 1995 durch die Vorgängersendung auto motor und sport tv führte. Aus gesundheitlichen Gründen beendete Stützer 2011 die Moderation. Ab Oktober 2010 moderierten Birte Karalus und Peter Stützer noch gemeinsam die Sendung; 2011 übernahm Karalus die Moderation komplett. Seit dem 12. Januar 2014 ersetzen Alexander Bloch und Andreas Jancke Birte Karalus. Mit dem Neustart wurde auch ein festes Studio als „Hauptquartier“ für die Sendung in der Classic Remise Düsseldorf eingerichtet.
Am 25. Oktober 2015 wurde die 1000. Folge der Sendung (einschließlich der Folgen unter dem Namen auto motor und sport tv) ausgestrahlt. Zum Jubiläum wurde die Sendezeit auf zwei Stunden verlängert und es gab ein Gewinnspiel, bei dem ein von den Autodoktoren und den Tuningsprofis aufbereiteter Porsche 911 (996) gewonnen werden konnte.

## Inhalt
Die Sendung hat meist ein aktuelles Thema aus dem Bereich Automobil zum Inhalt. Dies kann beispielsweise die Vorstellung eines neuen Fahrzeugs oder der Besuch einer Automobil-Ausstellung wie der IAA sein. Fahrzeug- und Vergleichstests werden seit 2014 meist von Testchef Albert Königshausen durchgeführt, für Sport- und Rennfahrzeuge ist Rennfahrer Lance David Arnold zuständig. Seit April 2018 gehört auch Anni Dunkelmann zum Team, die verschiedene Reportagen in der Sendung moderiert. Zwischen den Beiträgen werden verschiedene wiederkehrende Miniserien gezeigt.

### Die Autodoktoren
Die Autodoktoren Hans-Jürgen Faul und Holger Parsch sind gelernte Kfz-Mechaniker- und Elektronikermeister und helfen in der Miniserie respektive Subserie Zuschauern bei dauerhaften Problemen mit ihrem Fahrzeug. Dabei erklären sie auch die Funktionsweise der (defekten) Teile ausführlich. Zuschauer von Auto Mobil können sich mit ihrem Fahrzeug bewerben. Die Reparatur des Fahrzeugs findet wechselnd im Betrieb von Holger Parsch in der Venloer Straße von Köln-Bickendorf, in Hans-Jürgen Fauls Werkstatt in Köln-Godorf oder auch beim Kunden statt, wenn das Fahrzeug nicht fahrbereit ist oder der Kunde anderweitig beschäftigt ist. „Die Autodoktoren“ gibt es inzwischen als YouTube-Kanal.

### Die Tuningprofis
Die Tuningprofis Timo, Charly, Jörni und Bolle reparieren und tunen in ihrer Berliner Werkstatt Zuschauer-Fahrzeuge.

### Recht so
„Autofahrer vor Gericht“: Bei dieser Miniserie werden Urteile im Bereich Verkehr gezeigt. Dabei wird die Geschichte humoristisch erklärt.

### Unfallakte
Bei der Unfallakte wird ein schwerer Verkehrsunfall erläutert und von verschiedenen Experten wie beispielsweise Unfallanalytikern analysiert. Gezeigt werden Bilder und Videos vom Unfallort und auch Interviews mit beteiligten Personen, Verwandten und den Einsatzkräften.

### Carmaniacs
Die „Carmaniacs“ (englischer Slang: Autoverrückte) Adele, Diego, Jens und Bernd Frank bauen aus Young- und Oldtimern Custom Cars mit deutschem TÜV-Segen, die anschließend für einen guten Zweck versteigert werden.

## Take CARe – VOX macht Helfer mobil
„Take CARe – VOX macht Helfer mobil“ ist ein im Jahr 2013 ins Leben gerufenes Hilfsprojekt des Privatsenders VOX. Die Aktion unterstützt karitative Vereine mit Hilfe der VOX-Autoexperten (z. B. den „Autodoktoren“ Holger Parsch und Hans-Jürgen Faul oder den „Tuning-Profis“). Sie kümmern sich um die Reparatur und Instandsetzung defekter Fahrzeuge der wohltätigen Vereinigungen, um deren Arbeit zu honorieren.
Bereits verwirklichte Hilfsaktionen fanden in verschiedenen gemeinnützigen Organisationen statt, wie beispielsweise bei der Caritas Köln, der Kölner Tafel, dem Verein „wünschdirwas“ Köln, dem CVJM Amberg, dem SOS-Kinderdorf Salzgitter oder der Freiwilligen Feuerwehr Mehlmeisel. Die Projekte werden meist mit der Kamera begleitet und sind im Internet oder im Fernsehen bei Auto Mobil zu sehen. Die Aktion wurde erstmals am 13. Oktober 2013 ausgestrahlt.